# Ernesto Vercesi
Ernesto Vercesi (Canneto Pavese, 19 aprile 1920 – 25 marzo 1991) è stato un politico italiano.